# Bankdrukken op de Paralympische Zomerspelen 2020
Op de XVIe Paralympische Zomerspelen, die in 2021 werden gehouden in Tokio, Japan, was Bankdrukken een van de 23 sporten die werden beoefend.

## Medaillespiegel
| Plaats | Land       | NPC | Goud | Zilver | Brons | Totaal |
| 1      | China      | CHN | 7    | 6      | 0     | 13     |
| 2      | Nigeria    | NGR | 3    | 1      | 2     | 6      |
| 3      | Jordanië   | JOR | 3    | 0      | 0     | 3      |
| 4      | Iran       | IRI | 1    | 3      | 1     | 5      |
| 5      | Maleisië   | MAS | 1    | 1      | 0     | 2      |
| 5      | Oekraïne   | UKR | 1    | 1      | 0     | 2      |
| 7      | Brazilië   | BRA | 1    | 0      | 0     | 1      |
| 7      | Kazachstan | KAZ | 1    | 0      | 0     | 1      |
| 7      | Mexico     | MEX | 1    | 0      | 0     | 1      |
| 7      | Mongolië   | MGL | 1    | 0      | 0     | 1      |

## Gewichtsklassen

### Mannen
- -49 kg
- -54 kg
- -59 kg
- -65 kg
- -72 kg
- -80 kg
- -88 kg
- -97 kg
- -107 kg
- +107 kg

### Vrouwen
- -41 kg
- -45 kg
- -50 kg
- -55 kg
- - 61 kg
- -67 kg
- -73 kg
- -79 kg
- -86 kg
- +86 kg

## Uitslagen
| Mannen  | Mannen         | Mannen | Mannen                   | Mannen | Mannen                     | Mannen | Mannen                 |
| Klasse  | Totaal gewicht | Goud   | Goud                     | Zilver | Zilver                     | Brons  | Brons                  |
| ------- | -------------- | ------ | ------------------------ | ------ | -------------------------- | ------ | ---------------------- |
| -48 kg  | 173 kg         | JOR    | Omar Qarada              | VIE    | Lê Văn Công                | AZE    | Parvin Mammadov        |
| -54 kg  | 174 kg         | KAZ    | David Degtyarev          | FRA    | Axel Bourlon               | GRE    | Dimitrios Bakochristos |
| -59 kg  | 187 kg         | CHN    | Qi Yongkai               | EGY    | Sherif Othman              | ESA    | Herbert Aceituno       |
| -65 kg  | 198 kg         | CHN    | Liu Lei                  | IRI    | Amir Jafari                | ALG    | Hocine Bettir          |
| -72 kg  | 228 kg         | MAS    | Bonnie Bunyau Gustin     | CHN    | Gu Xiaofei                 | EGY    | Mohamed Elelfat        |
| -80 kg  | 234 kg         | IRI    | Rouhollah Rostami        | EGY    | Mohamed Elelfat            | CHN    | Peng Hu                |
| -88 kg  | 231 kg         | JOR    | Abdelkareem Khattab      | CHN    | Ye Jixiong                 | EGY    | Hany Abdelhady         |
| -90 kg  | 241 kg         | EGY    | Hany Abdelhady           | CHN    | Huichao Cai                | GRE    | Pavlos Mamalos         |
| -97 kg  | 227 kg         | CHN    | Yan Panpan               | IRI    | Seyedhamed Solhipouravanji | COL    | Fabio Torres           |
| -107 kg | 245 kg         | MGL    | Enkhbayaryn Sodnompiljee | MAS    | Jong Yee Khie              | IRI    | Saman Razi             |
| +107 kg | 241 kg         | JOR    | Jamil Elshebli           | IRI    | Mansour Pourmirzaei        | IRQ    | Faris Al-Ageeli        |

| Vrouwen | Vrouwen        | Vrouwen | Vrouwen                | Vrouwen | Vrouwen            | Vrouwen | Vrouwen                  |
| Klasse  | Totaal gewicht | Goud    | Goud                   | Zilver  | Zilver             | Brons   | Brons                    |
| ------- | -------------- | ------- | ---------------------- | ------- | ------------------ | ------- | ------------------------ |
| -41 kg  | 108 kg         | CHN     | Guo Lingling           | INA     | Ni Nengah Widiasih | VEN     | Clara Fuentes Monasterio |
| -45 kg  | 107 kg         | NGR     | Latifat Tijani         | CHN     | Cui Zhe            | POL     | Justyna Kozdryk          |
| -50 kg  | 120 kg         | CHN     | Hu Dandan              | EGY     | Rehab Ahmed        | GBR     | Olivia Broome            |
| -55 kg  | 125 kg         | UKR     | Mariana Shevchuk       | CHN     | Xiao Cuijuan       | TUR     | Besra Duman              |
| -61 kg  | 131 kg         | MEX     | Amalia Pérez           | UZB     | Ruza Kuzieva       | NGR     | Lucy Ejike               |
| -67 kg  | 133 kg         | CHN     | Tan Yujiao             | EGY     | Fatma Omar         | NGR     | Olaitan Ibrahim          |
| -73 kg  | 137 kg         | BRA     | Mariana D'Andrea       | CHN     | Xu Lili            | FRA     | Souhad Ghazouani         |
| -79 kg  | 141 kg         | NGR     | Bose Omolayo           | UKR     | Nataliia Oliinyk   | RPC     | Vera Muratova            |
| -86 kg  | 152 kg         | NGR     | Folashade Oluwafemiayo | CHN     | Zheng Feifei       | GBR     | Louise Sugden            |
| +86 kg  | 153 kg         | CHN     | Deng Xuemei            | NGR     | Loveline Obiji     | POL     | Marzena Zięba            |

New York & Stoke Mandeville 1984 ·
Seoel 1988 ·
Barcelona 1992 ·
Atlanta 1996 ·
Sydney 2000 ·
Athene 2004 ·
Peking 2008 ·
Londen 2012 ·
Rio de Janeiro 2016 ·
Tokio 2020 ·
Parijs 2024 ·
Los Angeles 2028
Atletiek · Badminton · Bankdrukken · Basketbal · Boccia · Boogschieten · Goalball · Judo · Kanovaren · Paardensport · Roeien · Rugby · Schermen · Schietsport · Taekwondo · Tafeltennis · Tennis · Triatlon · Voetbal · Volleybal · Wielersport · Zwemmen